# Barbula tuberculosa
Barbula tuberculosa är en bladmossart som beskrevs av Cardot in Grandidier 1915. Barbula tuberculosa ingår i släktet neonmossor, och familjen Pottiaceae. Inga underarter finns listade i Catalogue of Life.